# Peter Rusterholz
Peter Rusterholz (* 11. September 1934 in Zürich; † 4. Januar 2025) war ein Schweizer Germanist.

## Leben
Rusterholz studierte Literaturwissenschaft, Philosophie und Geschichte an der Universität Zürich, wo er 1966 zum Dr. phil. promoviert wurde und zeitweise als Lehrbeauftragter (1971–1973) wirkte.
Er lehrte als Professor für neuere deutsche Literatur in Kassel (1973–1980) und amtierte von 1980 bis 2000 als Ordinarius für Neuere Deutsche Literatur an der Universität Bern, wo er auch das Collegium Generale präsidierte und bis über seine Emeritierung hinaus engagiert ein Programm literarischer Lesungen organisierte.
Er leitete die SNF Projekte am Nachlass Friedrich Dürrenmatts im Schweizerischen Literaturarchiv zum Spätwerk der Stoffe.
Seine Arbeitsschwerpunkte waren Literatur der frühen Neuzeit, Theorie und Praxis der Interpretation, Literatur des 19., 20. und 21. Jahrhunderts und Literatur aus der Schweiz. Seine Schwerpunkte lagen im Barock und der Gegenwartsliteratur. Er war Mitherausgeber der Schweizer Literaturgeschichte bei Metzler.
Rusterholz war neben seiner akademischen Tätigkeit ein engagierter Literaturvermittler. So hielt er die Laudatio zur Vergabe des Nelly-Sachs-Preis 1983 an Hilde Domin.

## Schriften (Auswahl)
Publikationen zur Literatur der frühen Neuzeit, zur Theorie und Praxis der Interpretation, zur Literatur des 19. bis 21. Jahrhunderts mit Schwerpunkten im Barock und der Gegenwartsliteratur, Mitherausgeber der Schweizer Literaturgeschichte bei Metzler, seine zahlreichen Publikationen sind versammelt im Band Chaos und Renaissance im Durcheinandertal Dürrenmatts.
- Hg.: Martin Opitz: Schaefferey von der Nimfen Hercinie. Stuttgart 1969, OCLC 729252117.
- Theatrum vitae humanae. Funktion und Bedeutungswandel eines poetischen Bildes. Studien zu den Dichtungen von Andreas Gryphius, Christian Hofmann von Hofmannswaldau und Daniel Caspar von Lohenstein. Berlin 1970.
- Hg.: Andreas Gryphius: Leo Armenius. Trauerspiel. Stuttgart 1996, ISBN 3-15-007960-8.
- Hg. gemeinsam mit Andreas Solbach: Schweizer Literaturgeschichte.  Stuttgart 2007, ISBN 978-3-476-01736-9.
- Chaos und Renaissance im Durcheinandertal Dürrenmatts. Würzburg 2017, ISBN 3-95650-289-2.